# Élection présidentielle américaine de 1884
L'élection présidentielle américaine de 1884 se déroule le 4 novembre 1884.
Elle est marquée par une campagne particulièrement agressive entre démocrates et républicains, et se solde par l'élection, avec une faible majorité des votes populaires et pour la première fois depuis l'élection d'Abraham Lincoln et la guerre de Sécession, d'un démocrate, Grover Cleveland.

## Désignation des candidats

### Parti républicain
Le Parti républicain réunit sa convention nationale du 3 au 6 juin à Baltimore.
Le président sortant, Chester Arthur, souhaitait malgré son état de santé déclinant, se présenter pour un second mandat, avec un bilan jugé tout à fait convenable, mais aucune des factions du parti ne souhaitait le soutenir. Il se lança néanmoins dans la course, espérant rallier à sa cause les petits candidats et les indépendants.
Deux candidats potentiels, le général William Sherman et Robert Todd Lincoln, secrétaire à la guerre et fils du président Lincoln, déclinèrent rapidement les propositions qui leur furent faites de se présenter.
Au premier tour de scrutin, James Blaine, ancien sénateur et éphémère secrétaire d'État du président James Garfield, arriva en tête avec 344,5 mandats. Le président Arthur était second, avec 278 mandats. 
Les autres candidats étaient nettement distancés : le sénateur du Vermont George F. Edmunds (en) avait 93 mandats, le sénateur de l'Illinois John Logan 63,5 et le sénateur de l'Ohio John Sherman 30. 
Ce fut au troisième tour de scrutin que Blaine fut investi, avec 541 voix contre 207 à Arthur et 41 à Edmunds. Logan fut pour sa part désigné comme candidat à la vice-présidence.
Cette convention fut la dernière au cours de laquelle un président sortant souhaitant se représenter ne fut pas investi par son parti.
La désignation de Blaine provoqua cependant une importante dissidence au sein du parti. Une faction, appelée les mugwump, déclarèrent ne pas apporter leur soutien au candidat désigné du fait des scandales financiers auquel son nom était mêlé

### Parti démocrate
La convention du Parti démocrate se tint un mois après celle des républicains, du 8 au 11 juillet, à Chicago. La défection des mugwump donnait pour la première fois depuis un quart de siècle, la possibilité aux démocrates de reconquérir la Maison-Blanche.
Le gouverneur de New York, Grover Cleveland, apparaissait d'emblée comme le favori de l'élection. Il ne réunit, cependant, au premier tour, que 392 voix. Le sénateur du Delaware Thomas Bayard obtenait 170 voix, le sénateur de l'Ohio Allen Thurman 88, le représentant de Pennsylvanie Samuel Randall 78, le sénateur de l'Indiana Joseph McDonald 56 voix, et le speaker de la chambre des représentants, John G. Carlisle, du Kentucky, 27 voix. Quatre autres petits candidats recueillaient chacun entre une et sept voix.
Randall se rallia dès le second tour à Cleveland, dont une partie des opposants tenta de se réunir autour d'un candidat sorti du chapeau, l'ancien gouverneur de l'Indiana Thomas Hendricks. Cleveland obtint 475 voix, Bayard, qui s'était maintenu, 151,5 ; Hendricks, avec 123,5 voix, ne fit pas la percée escomptée, malgré le retrait de McDonald et Carlisle. Thurman, pour sa part, reçut encore 60 voix.
Cleveland est finalement désigné au troisième tour, avec 683 voix, après le retrait de Thurman. Bayard obtient encore 81,5 voix et Hendricks à peine 45,5.
Ce dernier est cependant désigné unanimement comme candidat à la vice-présidence.

### Parti anti-monopole

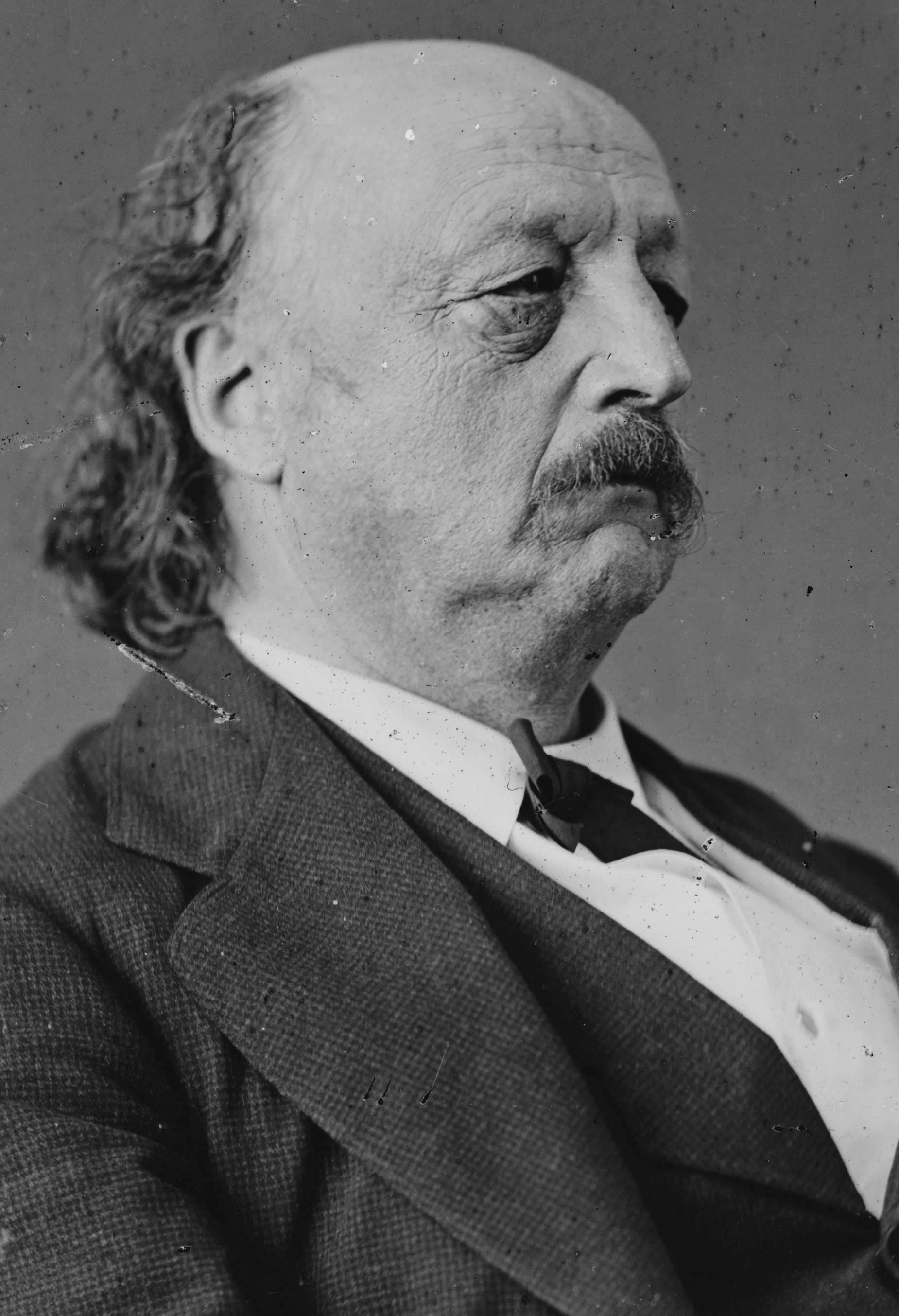
Benjamin Butler.

Le parti anti-monopole est constitué spécifiquement pour l'élection présidentielle de 1884 et met en avant la nécessité de lutter contre les pratiques des grandes entreprises qui gagnent à cette période une dimension nationale.
Présent dans 16 États, mais principalement dans le Michigan et l'Illinois, il désigne Benjamin Butler, personnalité progressiste, attaché aux droits civiques et au droit de vote des femmes, ancien membre du congrès et gouverneur démocrate du Massachusetts.
Celui-ci espérait s'appuyer sur cette nomination pour obtenir l'investiture d'un des grands partis, ou bien réunir tous les « dissidents » et indépendant dans un nouveau parti, mais seul le petit National Greenback Labor Party soutint sa candidature.

### Parti greenback
La convention du Parti greenback choisit sans hésitation de soutenir la candidature de Benjamin Butler, le désignant par 323 voix contre 98 au président du parti, Jesse Harper.
Si la proposition de fusion venant du Parti anti-monopole fut refusée, Butler accepta de prendre comme candidat à la vice présidence Absolom West, désigné par la convention greenback.

### Parti américain de la prohibition
Le Parti américain, qui s'était présenté en 1880 comme « parti anti-maçonnique », changea de nom en 1884 pour devenir le Parti américain de la Prohibition. 
L'objectif du Parti américain était d'obtenir une investiture commune avec le Parti de la prohibition pour John St. John. Afin d'éviter de réduire les chances de ce dernier d'emporter la désignation des prohibitionnistes, il décida de désigner Samuel C. Pomeroy, ancien sénateur du Kansas, dans l'attente du résultat de la convention prohibitionniste. Celle-ci ayant investi St. John, le parti américain se retira de la campagne le 27 août.

### Parti de la prohibition
John St. John, ancien gouverneur républicain du Kansas, est désigné à l'unanimité et au premier tour comme candidat. Cette investiture provoque le ralliement du parti américain de la prohibition.
William Daniel est lui désigné comme candidat à la vice-présidence.

### Parti de l'égalité des droits
Le Parti de l'égalité des droits est fondé en 1884 avec comme unique programme l'accès des femmes au droit de vote.
Il désigne Belva Ann Lockwood, avocate et « suffragette », comme candidate à la présidence, avec Marietta Stow comme candidate à la vice-présidence.

## Campagne électorale

Un article de presse contemporain compare le phrénologie des deux candidats.

Les opposants à Blaine mènent une campagne très agressive contre lui, mettant en cause son intégrité en rappelant constamment le scandale des « lettres de Mulligan », en 1876. Ces lettres étaient censées prouver son implication dans un trafic d'influence, et lui avaient déjà coûté l'investiture présidentielle en 1876.
Alors que les démocrates mettent eux en avant la réputation d'honnêteté de Cleveland, les républicains contre-attaquent en dévoilant que ce dernier est le père d'un enfant illégitime, né en 1874. Cleveland tente d'expliquer que la mère de l'enfant avait à l'époque des relations avec plusieurs hommes et qu'étant le seul célibataire parmi ceux-là, il avait choisi de reconnaître l'enfant pour leur éviter des problèmes conjugaux, mais l'argument est réfutée par la mère.
Les deux campagnes sont essentiellement faites d'attaques personnelles, plus que d'affrontements entre programmes.
La dernière semaine de la campagne, à New York, lors d'un meeting de soutien à Blaine, un orateur républicain, de confession protestante, voulant condamner les dissidents mugwump ayant rallié Cleveland, les compare à des sudistes et des catholiques. Cette dernière référence, insultante pour nombre d'électeurs de l'État, où la minorité catholique est forte, est diffusée par les militants démocrates afin de discréditer Blaine.

## Résultats
Grover Cleveland est le premier candidat démocrate élu à la présidence depuis 1856, à l'issue d'un vote très serré. L'écart de voix extrêmement faible dans l'État de New York (moins de 1 000 voix sur un million et demi d'exprimés) en faveur de Cleveland est souvent donné comme la clef de voûte du résultat, les 36 grands électeurs de cet état ayant fait la différence.
| Candidats                           | Parti | Parti                               | Grands électeurs | Vote populaire | Vote populaire |
| Candidats                           | Parti | Parti                               | Grands électeurs | Voix           | %              |
| ----------------------------------- | ----- | ----------------------------------- | ---------------- | -------------- | -------------- |
| Grover Cleveland / Thomas Hendricks |       | Parti démocrate                     | 219              | 4 914 482      | 48.85 %        |
| James Blaine / John Logan           |       | Parti républicain                   | 182              | 4 856 903      | 48,28 %        |
| John St. John / William Daniel      |       | Parti de la prohibition             |                  | 147 482        | 1,50 %         |
| Benjamin Butler / Absolom West      |       | Parti anti-monopole Parti greenback |                  | 134 294        | 1,33 %         |
| Autres                              |       |                                     |                  | 3 576          |                |